# 凯塞格
凯塞格，是匈牙利诺格拉德州所辖的一个村。总面积9.95平方公里，总人口699，人口密度70.3人/平方公里（2011年1月1日）。